# Dunki (film, 2023)
Pour plus de détails, voir Fiche technique et Distribution.
Dunki  est un film dramatique comique indien en langue hindi de 2023 basé sur la technique d'immigration illégale appelée « vol de l'âne ». Le film est co-écrit, coproduit, monté et réalisé par Rajkumar Hirani, sous Rajkumar Hirani Films, avec Jio Studios et Red Chillies Entertainment . Il met en vedette Shah Rukh Khan, Taapsee Pannu, Vicky Kaushal, Boman Irani et Vikram Kochar.

## Synopsis
La Seconde Guerre mondiale a créé une pénurie de main-d'œuvre en Angleterre, ce qui a poussé les Anglais à faire venir en grand nombre des travailleurs indiens pour travailler dans leurs champs et leurs usines. De nombreux jeunes du Pendjab ont profité de cette opportunité pour se construire une vie à Londres, ce qui a rapidement incité d’autres jeunes à trouver des moyens de migrer vers l’Angleterre. La loi sur les immigrants du Commonwealth de 1962 a mis fin à la migration et il était désormais difficile de s'installer à Londres, mais le rêve a persisté. En 2020, Manu Randhawa, un homme d'âge moyen, s'échappe d'un hôpital de Londres, en Angleterre, et rencontre l'avocat Puru Patel, un avocat spécialisé dans l'immigration d'origine indienne . Manu demande un visa pour se rendre en Inde, mais Puru déclare qu'il est difficile pour elle d'obtenir un visa indien en raison de ses actions passées. Ainsi, Manu demande l'aide de Puru pour appeler son ex-amant, Hardayal Singh Dhillon, également connu sous le nom de Hardy, qui est ravi d'avoir reçu l'appel téléphonique de Manu à Laltu, au Pendjab, en Inde, après 25 ans. Hardy abandonne une chance de gagner la compétition locale d'athlétisme pour personnes âgées organisée à Laltu pour parler à Manu, qui demande à Hardy de la rencontrer à Dubaï, aux Émirats arabes unis, afin de la ramener en Inde car elle ne peut pas recevoir de visa indien. Manu et ses deux amis, Buggu Lakhanpal et Balli Kakkad, montent à bord d'un avion en provenance de Londres pour se rendre à Dubaï et rencontrer Hardy.
Lors d'un flashback 25 ans auparavant, en 1995, Manu, Buggu et Balli vivent à Laltu et aspirent à immigrer en Angleterre pour une vie meilleure. Le manoir de Manu était hypothéqué et elle travaillait comme cuisinière dans un dhaba local, la mère de Buggu travaillait comme agent de sécurité dans une usine locale et Balli travaillait comme barbier puisque sa mère travaillait comme tailleur pour joindre les deux bouts. Pauvres et sans instruction, les trois hommes ne parviennent pas à obtenir un visa pour l'Angleterre malgré diverses méthodes. L'agent de voyages demande à Manu d'apprendre la lutte, afin qu'elle puisse obtenir un visa sportif dans l'équipe indienne de lutte pour les Jeux olympiques . Un jour, Hardy, un ancien soldat de l' armée indienne, arrive dans leur village dans un train en provenance de Pathankot car sa vie a été sauvée par le frère de Manu, Mahinder, lorsqu'il a été abattu par des terroristes pendant une guerre . Mahinder était un civil, mais il a porté Hardy sur ses épaules jusqu'à l' hôpital militaire le plus proche et est même resté avec lui pendant plusieurs semaines jusqu'à ce qu'il soit hors de danger. Après avoir été libéré de l'hôpital, Hardy décide de rendre son magnétophone qu'il avait laissé derrière lui, mais se rend compte que Mahinder est mort dans un accident, laissant derrière lui sa veuve et son fils, et laissant Manu et sa famille dans une situation financière difficile. Hardy promet d'aider Manu à rejoindre Londres en échange de la gentillesse de son frère et commence à lui enseigner les mouvements de lutte. Après que Manu soit retournée chez l'agent, elle découvre qu'il était un fraudeur et qu'il s'est échappé après avoir pris ₹ 1,5 lakhs à Buggu et ₹ 30 000 à Balli. On a demandé à Buggu de se faire passer pour un médecin spécialiste des reins avec de faux diplômes, mais il échoue aux questions simples de l' agent d'immigration . Balli a été invité à épouser une citoyenne britannique, soi-disant en Inde, mais il s'avère que de nombreux autres hommes avaient payé leurs agents pour épouser la même femme, qui n'a jamais existé en réalité.
Lorsque Hardy informe Manu, Buggu et Balli qu'il est plus facile d'obtenir un visa étudiant au Royaume-Uni en réussissant le test IELTS, ils s'inscrivent tous à un cours de coaching IELTS enseigné par Geetu Gulati, où ils rencontrent un autre étudiant, Sukhwinder "Sukhi" Singh. Sukhi veut se rendre à Londres pour sauver son ex-petite amie nommée Jassi, qui a été mariée de force à un homme NRI nommé Tidda et qui est physiquement maltraitée par lui. Lorsque Geetu se moque de Hardy en classe, Manu le défend en déclarant qu'un bon professeur est comme Hardy, qui soutient les élèves et les fait pratiquer au lieu de se moquer d'eux. Étant donné que Geetu n'est pas un professeur efficace, Hardy élabore un discours générique qui peut être prononcé sur n'importe quel sujet lors du test oral et oblige tout le monde à le mémoriser. Cependant, le test IELTS se déroule différemment pour chacun, seul Balli ayant la possibilité d'utiliser le discours générique. Balli réussit finalement les examens et s'envole pour Londres avec un visa étudiant, tandis que les quatre autres échouent et se retrouvent dans une situation difficile en Inde. Une fois à Londres, Balli envoie des photos de lui devant une maison luxueuse et une voiture, faisant croire à ses amis et à sa famille en Inde qu'il a réussi au Royaume-Uni. Il appelle également Sukhi pour lui annoncer que Jassi s'est suicidé après avoir appris l'échec de Sukhi à l'IELTS, ce qui a poussé un Sukhi dévasté à s'arroser de kérosène et à s'immoler . Aux funérailles de Sukhi, Hardy, traumatisé, promet d'emmener lui-même Manu et Buggu à Londres par le dernier recours disponible : la route «Dunki», version indienne de la route de l'âne pour les personnes qui entrent illégalement dans un pays étranger sans passeport ni visa.
Le film traverse ensuite le Pakistan, l'Afghanistan, l'Iran et la Turquie alors que Hardy, Manu et Buggu commencent un voyage périlleux pour l'Angleterre et sont rejoints par Chameli Nagra, Parminder Dingra, également connu sous le nom de Pampi, et Gulab Nagra, qui sont trois autres villageois de Laltu. En traversant l'Iran, ils se heurtent à une patrouille frontalière impitoyable et Chameli, Pampi et Gulab sont tragiquement abattus par eux. La patrouille arrête les trois survivants, mais lorsqu'un des officiers tente de violer Manu, Hardy, enragé, riposte en l'éliminant ainsi que les deux autres officiers de la patrouille. Hardy, Manu et Buggu montent alors à bord d'un train, traversant les déserts brûlants et rencontrant des montagnes enneigées, et embarquent à bord d'un conteneur de fret pour la dernière étape du voyage en mer, dans lequel ils passent misérablement 27 jours et les conditions sont pires que dans un égout. Finalement, à leur grand bonheur, les trois parviennent à atteindre Londres, où ils sont choqués de trouver Balli travaillant comme une statue vivante et réalisent que les photographies que Balli avait envoyées étaient fausses. En fait, Balli mène une existence au jour le jour en Angleterre, puisque l'université pour laquelle il a obtenu son visa d'étudiant n'a jamais existé. Il partage un petit bidonville délabré avec un certain nombre d'autres immigrants illégaux qui dorment dans des lits superposés, dans la peur constante d'être découvert par la police et les autorités de l'immigration.
Au début, le quatuor trouve du travail comme personnel de nettoyage dans des centres commerciaux et des grandes épiceries, ou comme vendeur de films pour adultes à Londres. Ils rencontrent Puru, qui conseille à Manu de passer par un mariage blanc comme moyen facile d'obtenir la citoyenneté britannique. Manu accepte à contrecœur de le faire en épousant un toxicomane pour 100 livres. Puru déclare qu'une fois que Manu sera citoyenne britannique, elle pourra divorcer du toxicomane et ensuite aider les autres à devenir également citoyens britanniques. Lors de la cérémonie de mariage à l'église, Hardy est enragé par la tentative du toxicomane d' embrasser Manu, et ils s'engagent dans une bagarre à cause de laquelle tout le groupe est arrêté par la police. Cependant, Puru rend visite au quatuor en prison et leur conseille de demander l'asile auprès du tribunal en affirmant que leur vie est en danger en Inde en raison de la guerre et des persécutions afin de rester dans le pays. En tant qu'ancien soldat, Hardy refuse de trahir son pays et prononce un discours émouvant devant le juge selon lequel l'asile dû à la pauvreté ou à la persécution ne fait aucune différence. Cependant, le juge suit la loi et ignore la tragédie humaine derrière la malédiction de la pauvreté, mais les autres suivent, rationalisant leur décision en soulignant toutes les difficultés auxquelles ils ont été confrontés pour y parvenir jusqu'à présent, et les conséquences financières de quitter l'Angleterre. En conséquence, Hardy est expulsé vers l'Inde par la police, tandis que Manu, Buggu et Balli reçoivent l'asile en Angleterre et deviennent citoyens britanniques, travaillant initialement comme des statues vivantes.
À la fin du flashback, dans le présent, Manu, Buggu et Balli atteignent Dubaï où ils retrouvent Hardy après 25 ans. À ce stade, Manu révèle à Hardy qu'elle ne s'est jamais mariée et qu'elle a seulement publié une carte de mariage pour Hardy, afin qu'il puisse continuer sa vie et s'installer à nouveau en Inde. Hardy apprend également que Manu est atteinte d' une tumeur cérébrale et qu'il ne lui reste plus qu'un mois à vivre, et qu'elle souhaite retourner en Inde pour passer ses derniers jours avec sa famille, mais leur visa a été refusé par l'Inde car ils avaient demandé l'asile en Angleterre. Avec l'aide de Geetu, Hardy rend visite à Bakir, un agent local, qui organise leur retour chez eux par la route de Dunki. Armés de tout l' attirail indien (des vêtements au téléphone portable en passant par le journal ) et remettant leurs passeports à Bakir, le quatuor tente de partir pour l'Inde via un conteneur de fret à Djeddah, en Arabie saoudite, mais Bakir informe faussement les autorités d'immigration saoudiennes que quatre Indiens se rendent à Londres dans un conteneur, après avoir précédemment prévu la même chose avec Hardy. Après leur arrestation, Hardy trompe les agents de l'immigration en leur faisant croire qu'ils sont en réalité des citoyens indiens voyageant illégalement en Angleterre, avec l'aide de Geetu en Inde. Manu, Buggu et Balli donnent leurs noms comme étant Chameli, Pampi et Gulab, qui sont toujours répertoriés comme citoyens indiens disparus et l'Inde les accepte ainsi que Hardy. Les autorités d'immigration saoudiennes prouvent devant le tribunal que les quatre sont indiens et les expulsent en Inde par avion.
Peu de temps après, le quatuor arrive à Laltu et Manu, Buggu et Balli sont satisfaits de retrouver leurs familles qu'ils ont laissées derrière eux en bonne santé, grâce à l'argent qu'ils ont gagné et envoyé dans leur ville natale au fil des ans. Hardy a également renommé le manoir de Manu « Manu Di Kothi » (« Manoir de Manu ») et a créé une horloge Big Ben au-dessus de celui-ci. Là-bas, il avoue à Manu, de manière choquante, qu'il ne s'est jamais marié parce qu'il continuait à l'aimer au moment où ils se sont séparés. Hardy la demande alors en mariage, et Manu, ravi, accepte. Cependant, dans les instants qui suivent immédiatement l'événement, Manu meurt silencieusement de sa maladie en phase terminale et Hardy est frappé par le chagrin face à sa mort soudaine. Il met la bague de fiançailles dans les mains de Manu et serre son corps mort dans ses bras, regardant le feu d'artifice de Diwali dans la nuit avec les larmes aux yeux, comme il a attendu ce moment toute sa vie mais quand il est arrivé, Hardy n'a pas pu être uni à son amour. Six mois après la mort de Manu, Hardy, Buggu et Balli rencontrent un agent qui leur propose de les emmener à Londres par la route de Dunki. Hardy jette l'agent au sol et tous les trois continuent leur vie. Le film se termine par un épilogue expliquant qu'il y a seulement 140 ans, aucun visa n'était nécessaire pour entrer dans un pays et que les visas entraînaient des discriminations dans la migration. Aujourd’hui, les frontières n’écartent que les pauvres, à qui l’on refuse des visas en raison de leur richesse et de leur niveau d’éducation. Chaque année, plus d’un million de personnes tentent de traverser illégalement les frontières à la recherche d’une vie meilleure, et beaucoup meurent en chemin, sans que leur corps ne soit jamais retrouvé. Leurs familles ne peuvent pas procéder aux derniers sacrements, car elles ne savent jamais si leurs proches sont vivants ou morts, et parmi ceux qui survivent, seuls quelques-uns parviennent à retourner dans la maison qu’ils ont quittée.

## Fiche technique
- Titre : Dunki
- Langue : Hindi
- Réalisateur : Rajkumar Hirani
- Société de production : Jio Studios, Red Chillies Entertainment, Rajkumar Hirani Films
- Pays :  Inde
- Durée : 161 min
- Genres : Action, aventure, comédie dramatique
- Dates de sortie :

 Inde : 21 décembre 2023
 France : 1er janvier 2024

## Distribution
- Shah Rukh Khan : Hardayal "Hardy" Singh Dhillon
- Taapsee Pannu : Manu Randhawa
- Boman Irani : Geetu Gulati
- Vikram Kochhar : Buggu Lakhanpal
- Anil Grover : Balli Kakkad
- Vicky Kaushal : Sukhwinder "Sukhi" Singh
- Jyoti Subhash : Santosh Lakhanpal, la grand-mère de Buggu
- Deven Bhojani : avocat Puru Patel
- Manoj Kant : père de Manu
  - Arun Bali : père aîné de Manu
- Amardeep Jha : la mère de Manu
- Suhail Zargar : Mahinder Randhawa, le frère de Manu
- Jaanvi Sangwan : l'épouse de Mahinder
- Vishnu Kaushal : Gulab Nagra
- Komal Sachdeva : Chameli Nagra
- Diwanshu Gambhir : Parminder "Pumpi" Dingra
- Rohitashv Gour : faux agent de visa à Laltu
- Piyush Raina : Bobby Dhabewala
- Jitendra Hooda : agent indien Dunki
- Mushari Alatawi : agent iranien Dunki
- Shahid Latief : Bakir, un agent émirati de Dunki
- Mahavir Bhullar : le père de Buggu
- Sapna Sand : la mère de Buggu
- Jatinder Kaur : la mère de Balli
- Jeremy Wheeler, juge du tribunal des immigrants illégaux en Angleterre
- Jay Miller : prêtre de l'église
- Arpa Attila, l'employeur de Buggu à Londres
- Richard B. Klein en tant qu'examinateur IELTS
- Daniel Short : un marié junkie
- Nikhil Ratnaparkhi en voleur à la gare de Laltu
- Karim Saidi : Omar Abbassi, policier saoudien
- Ranjha Vikram Singh : acheteur de magasin
- Gurpreet Ghuggi : co-passager à la gare de Laltu
- Vijayant Kohli : l'homme que Hardy considère à tort comme Chaddha
- Vivek Sharma : Dunki Agent dans la dernière scène